# 那賀町立木頭小学校
那賀町立木頭小学校（なかちょうりつ きとうしょうがっこう）は、徳島県那賀郡那賀町木頭和無田字ナカスジにある公立小学校。
「木頭学園」として、那賀町立木頭中学校と小中一貫教育を行っている。

## クラブ活動

### 文化部
- 木頭っ子クラブ[1]

## 沿革
- 1881年 - 和無田小学校を創立。
- 1892年 - 和無田尋常小学校と改称。
- 1908年 - 和無田尋常高等小学校と改称。
- 1910年 - 和無田尋常小学校と改称。
- 1941年 - 和無田国民学校と改称。
- 1947年 - 和無田小学校と改称。
- 2005年 - 町村合併のため那賀町立木頭小学校となる。

## 校訓
- 自主
- 創造
- 敬愛

## 通学区域が隣接している学校
- 海陽町立海南小学校
- 那賀町立相生小学校
- 三好市立東祖谷小学校
- 高知県香美市立大栃小学校
- 高知県安芸市立古井小学校（休校中であるが、他の学校に編入されているのか不明。）
- 高知県馬路村立魚梁瀬小中学校

## 関連学校
- 那賀町立木頭中学校